# The Pediatric Infectious Disease Journal
Das Pediatric Infectious Disease Journal, abgekürzt Pediatr. Infect Dis. J., ist eine wissenschaftliche Fachzeitschrift, die vom Lippincott Williams & Wilkins-Verlag veröffentlicht wird. Die Zeitschrift ist das offizielle Journal der European Society for Pediatric Infectious Diseases und erscheint mit zwölf Ausgaben im Jahr. Es werden Arbeiten aus dem Gebiet der Pädiatrie veröffentlicht.
Der Impact Factor lag im Jahr 2014 bei 2,723. Nach der Statistik des ISI Web of Knowledge wird das Journal mit diesem Impact Factor in der Kategorie Pädiatrie an 19. Stelle von 119 Zeitschriften, in der Kategorie Infektionskrankheiten an 34. Stelle von 78 Zeitschriften und in der Kategorie Immunologie an 75. Stelle von 148 Zeitschriften geführt.